# Simon de Beauchamp (Adliger, † um 1206)

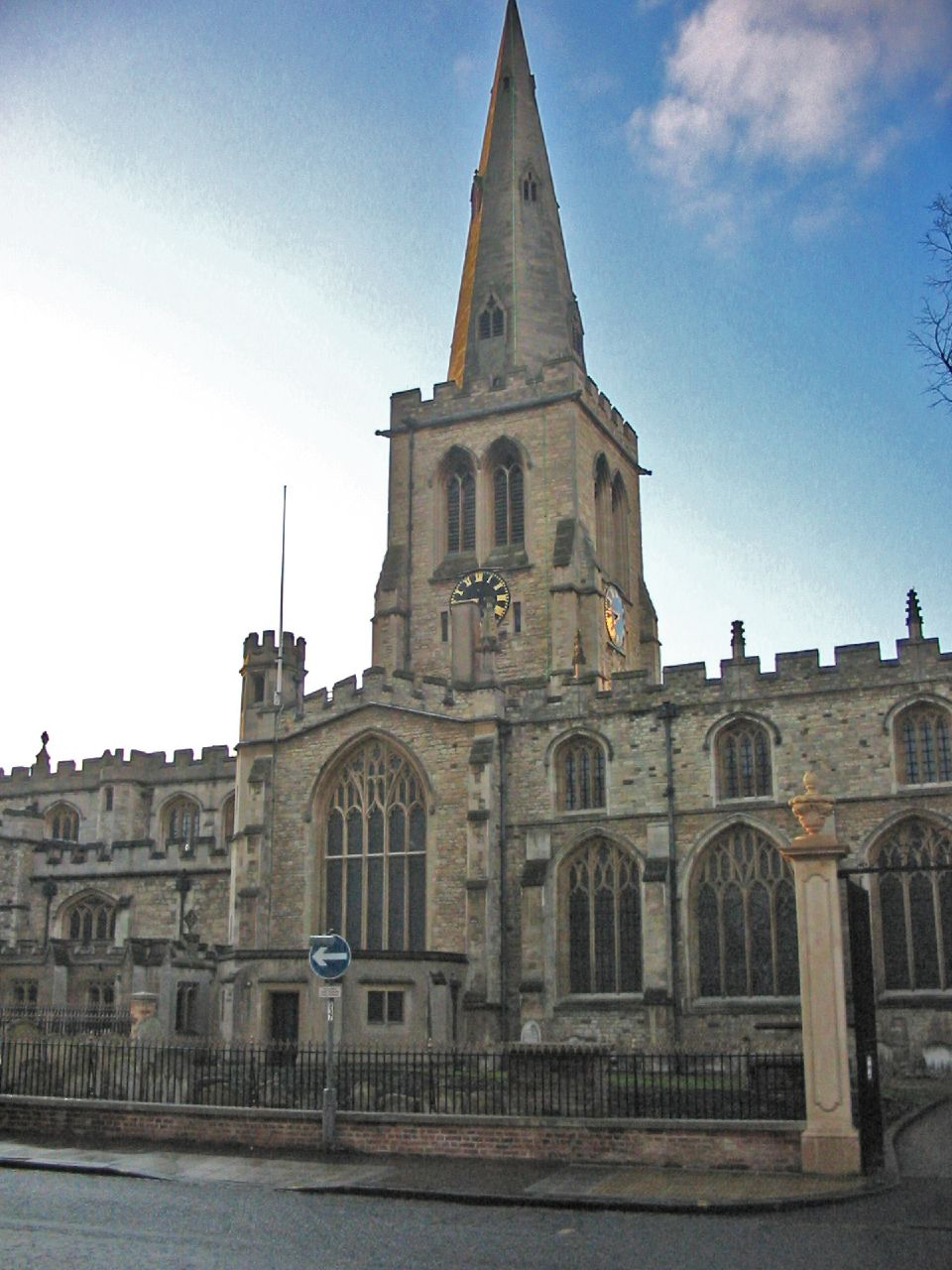
Die Kirche St Paul’s im heutigen Bedford, die von Simon de Beauchamp in ein Augustinerpriorat umgewandelt worden war

Simon de Beauchamp (auch Simon II de Beauchamp) (* um 1145; † 1206 oder 1207) war ein anglonormannischer Adliger.

## Herkunft und Erbe
Simon de Beauchamp entstammte der Familie Beauchamp, einer Adelsfamilie aus Bedfordshire. Er war der älteste Sohn von Payn de Beauchamp und von dessen Frau Rohese. Sein Vater starb bereits vor 1155. Nachdem Simon spätestens 1165 volljährig geworden war, übernahm er die Verwaltung der Familienbesitzungen, die König Heinrich II. der Familie nach dem Ende des Thronfolgekriegs wieder zugesprochen hatte. Die Familie beanspruchte dazu das erbliche Amt des Constable von Bedford Castle. Dennoch musste Simon 1189 oder 1190 dem neuen König Richard I. £ 100 zahlen, um weiterhin im Besitz der Burg zu bleiben. Von 1194 bis 1197 hatte er das Amt des Sheriffs von Bedfordshire und Buckinghamshire inne, wofür er eine Gebühr von 200 Mark an die Krone zahlen musste.

## Unterstützung von Kirchen und Klöstern
Um 1166 hatte Simon das Kollegiatstift St Paul’s in Newnham bei Bedford in ein Augustinerpriorat umgewandelt. Anlass dafür soll ein Mord des Kanonikers Philip de Broy gewesen sein, der von der Kirche nur unzureichend geahndet worden war. Für die unzureichende Aufklärung des Falls machte König Heinrich II. Erzbischof Thomas Becket mit verantwortlich, was mit zum Bruch zwischen dem König und seinen früheren Kanzler führte. Simon de Beauchamp förderte neben dem Priorat von Newnham auch Warden Abbey, die von seiner Mutter gegründete Chicksands Priory sowie das Hospital of St John in Bedford.

## Ehe und Nachkommen
Die Herkunft von Beauchamps Frau Isabella ist unbekannt, mit ihr hatte er mindestens zwei Söhne:
- William de Beauchamp (um 1185–1260);
- Geoffrey de Beauchamp († nach 1257).

Simon wurde in der Kirche St Paul’s in Newnham beigesetzt. Sein Erbe wurde sein ältester Sohn William de Beauchamp.